# 日本の年間商品販売額一覧
日本の年間商品販売額一覧（にほんのねんかんしょうひんはんばいがく）は卸売業または小売業の商業で売り買いされた物品の販売額の一覧。5年毎に経済産業省が出す商業統計調査に基づいた数値の一覧である。（資料：経済産業省・平成21年版 我が国の商業）
なお、この商品とは有体的商品の販売額を指し、不動産などは含まれない。また、消費税も金額に含まれている。
- 調査時期は2009年4月1日～2010年3月31日
- 販売額の単位は百万円

## 日本国内
|          | 合計      | 合計          | 卸売業   | 卸売業        | 小売業    | 小売業        |
| 事業所数 | 販売額    | 事業所数      | 販売額   | 事業所数      | 販売額    |               |
| -------- | --------- | ------------- | -------- | ------------- | --------- | ------------- |
| 日本全国 | 147万2658 | 548兆2371億19 | 33万4799 | 413兆5316億71 | 113万7859 | 134兆7054億48 |